# 呉侯街駅
呉侯街駅（ごこうがいえき）は、中華人民共和国江蘇省南京市建鄴区江東南路にある南京地下鉄S3号線の駅である。

## 駅名
駅名については、事業着手当初は南京地下鉄集団は「淮河路駅」の仮称を用いており、2014年12月31日に「呉侯街駅」を駅名として第一次公示され、2015年1月23日に駅名が「呉侯街駅」に決定したことが発表された。

## 歴史
- 2017年12月6日S3号線の駅として開業。

## 駅構造

### のりば
| 番線 | 路線             | 方面                                    | 行先        |
| ---- | ---------------- | --------------------------------------- | ----------- |
|      | 南京地下鉄S3号線 | 南京南站駅・石楊路・東郊小鎮・東流 方面 | 仙林 行き   |
|      | 南京地下鉄S3号線 | 高廟路・天保・馬騾圩 方面               | 西梁山 行き |

### 改札・出入口
- 1号出入口：

## 駅周辺
- 海峡城

## 隣の駅
南京地下鉄
■S3号線
平良大街駅- 呉侯街駅 - 高廟路駅